# Lipnica Zagorska
Lipnica Zagorska – wieś w Chorwacji, w żupanii krapińsko-zagorskiej, w gminie Tuhelj. W 2011 roku liczyła 76 mieszkańców.